# Lista de prefeitos de São Pedro do Iguaçu
Esta é a lista de prefeitos e vice-prefeitos do município de São Pedro do Iguaçu, estado brasileiro do Paraná.
| Nº | Nome                                      | Imagem                | Partido               | Vice-prefeito                       | Início do mandato      | Fim do mandato                                  | Observações                                   |
| 1  | José Mendes de Souza                      |                       | PMDB                  | Elvira Mamede de Santana            | 1º de janeiro de 1993  | 31 de dezembro de 1996                          | Prefeito e vice eleitos em sufrágio universal |
| 2  | Francisco Dantas de Souza Neto            |                       | PDT                   | Guerino Pascoal Desoti (PTB)        | 1º de janeiro de 1997  | 31 de dezembro de 2000                          | Prefeito e vice eleitos em sufrágio universal |
| 2  | Francisco Dantas de Souza Neto            | PFL                   | 1º de janeiro de 2001 | Guerino Pascoal Desoti (PTB)        | 31 de dezembro de 2004 | Prefeito e vice reeleitos em sufrágio universal |                                               |
| 3  | Jurandir Alves de Oliveira                |                       | PPS                   | Jacir José Dalbosco (PTB)           | 1º de janeiro de 2005  | 31 de dezembro de 2008                          | Prefeito e vice eleitos em sufrágio universal |
| 4  | Natal Nunes Maciel                        |                       | PMDB                  | Valdir Ribeiro, Cabritinho (PMDB)   | 1º de janeiro de 2009  | 31 de dezembro de 2012                          | Prefeito e vice eleitos em sufrágio universal |
| 4  | Natal Nunes Maciel                        | 1º de janeiro de 2013 | PMDB                  | Valdir Ribeiro, Cabritinho (PMDB)   | 31 de dezembro de 2016 | Prefeito e vice reeleitos em sufrágio universal |                                               |
| 5  | Francisco Dantas de Souza Neto, Chiquinho |                       | PSD                   | Jacir José Dalbosco (PTB)           | 1º de janeiro de 2017  | 31 de dezembro de 2024                          | Prefeito e vice eleitos em sufrágio universal |
| 6  | Jaci Danelli                              |                       | PODE                  | Ângela Maria Ribeiro Trindade (REP) | 1° de janeiro de 2025  | Atualidade                                      | Prefeito e vice eleitos em sufrágio universal |